# Social Democrats USA
Social Democrats USA (SDUSA) är en socialdemokratisk organisation i USA tidigare känd under namnet Socialist Party of America (SP). Namnet ändrades i samband med ett partikonvent 1972 till SDUSA för att förtydliga partiets politiska mål.
Socialist Party of America hade slutat ställa upp med oberoende kandidater i de amerikanska presidentvalen och beskrivningen av organisationen som ett parti ansågs förvirra allmänheten. Att byta termen socialistisk mot socialdemokrat förtydligade SDUSA:s agenda för amerikaner som felaktigt misstog socialism för kommunism. SDUSA hade tagit ställning mot kommunism. I reaktion mot detta avgick den tidigare ordföranden Michael Harrington från SDUSA 1973 och grundade Democratic Socialist Organizing Committee.